# Mike Smith (basketballer, 1987)
Mike Smith (Vandalia, 17 juli 1987) is een Amerikaans voormalig basketballer.

## Carrière
Smith speelde collegebasketbal voor East Tennessee State van 2006 tot 2011. In 2011 werd hij niet gekozen in de NBA draft en tekende een contract bij Eisbären Bremerhaven in de Duitse competitie. In de zomer van 2012 werd hij als negende in de vijfde ronde gekozen door de Iowa Energy  in de NBA Development League Draft. In november 2012 werd zijn contract ontbonden. Hij zou het seizoen 2012/13 missen door een blessure aan de hand. 
In 2013 tekende hij in de Belgische competitie bij Liège Basket waar hij een seizoen speelde. Het seizoen erop tekende hij bij reeksgenoot Belfius Mons-Hainaut waar hij ook een seizoen doorbracht. Van 2017 tot 2019 speelde hij voor de Antwerp Giants in de hoogste klasse. Voor het seizoen 2017/18 tekende hij een contract bij Basic-Fit Brussels. Hij speelde nog een laatste seizoen bij Belfius Mons-Hainaut.